# Athiel Mbaha
Athiel Mbaha (* 5. Dezember 1976 in Windhoek, Südwestafrika) ist ein ehemaliger namibischer Fußballspieler. Er war Torwart in der Nationalmannschaft seines Landes.
Mbaha kam 1999 zu African Stars wechselte 2003 zu Blue Waters FC. In der Saison 2007/08 war er Torwart für Orlando Pirates und spielte von 2008 bis 2009 für Maritzburg United in Südafrika, ehe er zu den Orlando Pirates zurückkehrte. Anschließend spielte er für zwei Jahre bis 2012 bei Ramblers, wechselte dann 2012 zu Tigers und beendete seine Karriere 2016 bei seinem Erstclub African Stars.

## Erfolge
In der Qualifikation zur Fußball-Afrikameisterschaft 2008 stand er für Namibia gegen Ghana und Guinea im Tor und qualifizierte sich mit der Nationalmannschaft überraschend für die Afrikameisterschaft 2008 in Ghana.